# 内藤信旭
内藤 信旭（ないとう のぶあきら）は、江戸時代中期の大名。越後国村上藩4代藩主。官位は従五位下豊前守。

## 経歴
寛保4年（1744年）2月13日、3代藩主・内藤信興の長男として江戸にて誕生。宝暦8年（1758年）12月1日、15歳で徳川家重に御目見し、12月18日に従五位下・豊前守となる。同11年（1761年）5月25日、父・信興の隠居によって家督を継ぎ、8月11日、村上に入部する。
翌12年（1762年）5月28日、参勤交代の途中、会津坂下で病死（6月17日、村上において死去とも）。享年19。嗣子がなかったため、異母弟・信凭がその跡を継いだ。
葬地は新潟県村上市の光徳寺（以上「寛政重修諸家譜」新訂13巻202および203頁の記述に拠る）。現在の墓所も同じである。

## 系譜
父母
- 内藤信興（父）
- 奥平昌成の娘（母）

婚約者
- 毛利重就（匡敬）の娘

養子
- 内藤信凭 - 実弟

## 特記事項
- 忌日を6月17日とするのは「寛政譜」の他「藩翰譜続編」（『新編 藩翰譜』2巻129頁）および「越後村上 内藤家譜」である。『村上郷土史』は5月28日と記す（116および80頁系図）。
- 同じく『村上市史 通史編2』は5月28日死亡説をとり、(1)参勤交代の途上に会津坂下宿で病死した (2)相続願の受理まで家臣が死を隠した (3)これを「たぐい稀なる知謀の侍也」と「諸人舌を巻いて咄し」と記す「坂下宿の記録」があった、としている（362から363頁）。
- 『村上郷土史』は法名を「英誉俊厳了義」と記している（80頁）。